# 인하대학교 사범대학 부속고등학교
인하대학교 사범대학 부속고등학교(仁荷大學校 師範大學 附屬高等學校)은 대한민국 인천광역시 미추홀구 학익동에 위치한 사립 고등학교이다. 

## 학교 연혁
- 1971년 12월 24일 : 인하종합고등학교의 교명으로 각학년당 보통과 3학급, 화공과 1학급 총 12학급의 설립인가를 받음
- 1972년 6월 26일 : 본관 교사 준공 (4층 3,967m2)
- 1972년 3월 1일 : 초대 박용서 교장 취임
- 1972년 3월 6일 : 개교식 및 입학식 거행(240명)
- 1973년 9월 5일 : 인하종합고등학교를 인하대학교 사범대학 부속고등학교로 교명을 변경인가
- 1975년 2월 25일 : 고등학교 제1회 졸업식 (229명)
- 1988년 8월 25일 : 신축 교사 낙성 이전(지하1층 지상 5층 19,051m2)
- 2002년 8월 10일 : 증축교사 12실 낙성
- 2022년 2월 10일 : 제48회 졸업식 거행(203명 졸업) 총 졸업생 17,917명 배출
- 2023년 3월 2일 : 신입생 입학생 거행(220명 입학)
- 2023년 9월 1일 : 제11대 조우영 교장 취임

## 참고 자료
- 인하대학교 사범대학 부속고등학교 - 한국교육학술정보원 학교알리미